# Brottseghet
Brottseghet är en viktig materialegenskap inom brottmekanik som beskriver materialets förmåga att motstå spricktillväxt när det utsätts för last. Skall ej blandas ihop med duktilitet. Eftersom brottseghet är en materialspecifik egenskap är brottsegheten olika för olika typer och kvaliteter av material. Dessutom beror brottsegheten på temperatur, miljö samt lastens hastighet. Ett stål blir exempelvis mycket sprödare vid -50 °C jämfört med vid 25 °C. Brottseghet betecknas {\displaystyle K_{Ic}} och har enheten {\displaystyle Pa{\sqrt {m}}}, vilket med SI-enheter blir {\displaystyle {\frac {kg}{{\sqrt {m}}s^{2}}}}
Spricktillväxt sker då spänningsintensitetsfaktorn ({\displaystyle K_{I}}) överstiger brottsegheten, det vill säga när {\displaystyle K_{I}>K_{Ic}}.
En provbit i givna dimensioner ges en spricka i en maskin för att därefter genomgå förstörande provning.